# Fadel Jilal
Fadel Jilal (arabe : فاضل جلال) (né le 4 mars 1964 à Casablanca au Maroc) est un joueur de football international marocain, qui évoluait au poste de milieu de terrain.

## Biographie

### Carrière en club
Avec le Wydad Casablanca, il remporte 4 titres de champion du Maroc et une Coupe des clubs champions africains en 1992.

### Carrière en sélection
Avec l'équipe du Maroc, il joue entre 1987 et 1992. 
Il figure dans le groupe des sélectionnés lors de la coupe du monde de 1986. Lors du mondial organisé au Mexique, il ne joue pas de matchs. Il dispute toutefois trois matchs comptant pour les éliminatoires de la coupe du monde 1990.
Il participe également à la CAN de 1992.
| Caps | Date       | Match                 | Lieu       | Score | Compétition    |
| X    | 19/09/1987 | Algérie B - Maroc     | Lattaquié  | 1 - 2 | JM 1987        |
| X    | 01/11/1987 | Côte d’Ivoire - Maroc | Abidjan    | 0 - 0 | Elim. JO 1988  |
| X    | 15/11/1987 | Maroc – Côte d’Ivoire | Casablanca | 2 - 1 | Elim. JO 1988  |
| X    | 17/01/1988 | Tunisie – Maroc       | Tunis      | 1 - 0 | Elim. JO 1988  |
| X    | 30/01/1988 | Maroc - Tunisie       | Rabat      | 2 - 2 | Elim. JO 1988  |
| 1    | 02/02/1988 | Autriche - Maroc      | Monaco     | 1 - 3 | Tournoi        |
| 2    | 05/02/1988 | France - Maroc        | Monaco     | 1 - 0 | Tournoi        |
| 3    | 22/03/1989 | Algérie - Maroc       | Bejaïa     | 1 - 1 | Amical         |
| 4    | 09/04/1989 | Mali – Maroc          | Bamako     | 0 - 0 | Elim. CAN 1990 |
| 5    | 23/04/1989 | Maroc - Mali          | Marrakech  | 1 - 1 | Elim. CAN 1990 |
| 6    | 11/06/1989 | Zaire - Maroc         | Kinshasa   | 0 - 0 | Elim. CM 1990  |
| 7    | 25/06/1989 | Zambie - Maroc        | Lusaka     | 2 - 1 | Elim. CM 1990  |
| 8    | 13/08/1989 | Maroc - Tunisie       | Casablanca | 0 - 0 | Elim. CM 90    |
| 9    | 13/01/1991 | Maroc – Côte d’Ivoire | Rabat      | 3 - 1 | Elim. CAN 1992 |
| 10   | 27/01/1991 | Niger - Maroc         | Niamey     | 1 - 0 | Elim. CAN 1992 |
| 11   | 03/04/1991 | Algérie - Maroc       | Annaba     | 2 - 2 | Amical         |
| 12   | 12/04/1991 | Mauritanie - Maroc    | Nouakchott | 0 - 2 | Elim. CAN 1992 |
| 13   | 12/01/1992 | Cameroun - Maroc      | Dakar      | 1 - 0 | CAN 1992       |
| ---- | ---------- | --------------------- | ---------- | ----- | -------------- |

## Palmarès

### Compétitions internationales
- Vainqueur de la Coupe des clubs champions africains en 1992
- Vainqueur de la Coupe afro-asiatique en 1993
- Vainqueur de la Coupe des clubs champions arabes en 1989
- Vainqueur de la Supercoupe arabe en 1992

### Compétitions nationales
- Champion du Maroc en 1986, 1990, 1991 et 1993 avec le Wydad Casablanca
- Vainqueur de la Coupe du Trône en 1981, 1989, 1994, 1997 et 1998